# Episodi di New Tricks - Nuove tracce per vecchie volpi (ottava stagione)
L'ottava stagione di New Tricks - Nuove tracce per vecchie volpi è composta da 10 episodi.
| nº | Titolo originale       | Titolo italiano | Prima TV UK      | Prima TV Italia |
| -- | ---------------------- | --------------- | ---------------- | --------------- |
| 1  | Old Fossils            |                 | 4 luglio 2011    |                 |
| 2  | End of the Line        |                 | 11 luglio 2010   |                 |
| 3  | Lost in Traslation     |                 | 18 luglio 2011   |                 |
| 4  | Setting Out Your Stall |                 | 25 luglio 2011   |                 |
| 5  | Moving Target          |                 | 1 agosto 2011    |                 |
| 6  | Object of Desire       |                 | 8 agosto 2011    |                 |
| 7  | The Gentleman Vanishes |                 | 15 agosto 2011   |                 |
| 8  | Only the Brave         |                 | 22 agosto 2011   |                 |
| 9  | Half Life              |                 | 29 agosto 2011   |                 |
| 10 | Tiger Tiger            |                 | 5 settembre 2011 |                 |